# Hablainville
Hablainville é uma comuna francesa na região administrativa de Grande Leste, no departamento de Meurthe-et-Moselle. Estende-se por uma área de 7,59 km². Em 2010 a comuna tinha 223 habitantes (densidade: 29,4 hab./km²).